# Glenea vigintiduomaculata
Glenea vigintiduomaculata là một loài bọ cánh cứng trong họ Cerambycidae.